# باربارا استولبرگ ریلینگر
باربارا استولبرگ ریلینگر (انگلیسی: Barbara Stollberg-Rilinger؛ زادهٔ ۱۷ ژوئیهٔ ۱۹۵۵) تاریخ‌نگار، استاد دانشگاه، و پدیدآور اهل آلمان است.